# Dire fare baciare
Dire fare baciare è un singolo della cantante italiana Elettra Lamborghini, in collaborazione con il rapper Shade, pubblicato il 13 giugno 2024 con doppia etichetta Capitol Records e Universal Music Italia.

## Descrizione
Il brano, scritto da Shade con Adel Al Kassem, è prodotto da Riccardo Scirè.

## Video musicale
Il video musicale, diretto da Fabrizio Conte, è stato pubblicato il 18 giugno 2024 attraverso il canale YouTube della cantante.

## Tracce
Testi di Vito Ventura, Adel Al Kassem, musiche di Riccardo Scirè, Andrea Spigaroli.
1. Dire fare baciare – 3:12

## Classifiche
| Classifica (2024) | Posizione massima |
| ----------------- | ----------------- |
| Italia            | 70                |